# Octomeria itatiaiae
Octomeria itatiaiae är en orkidéart som beskrevs av Alexander Curt Brade och Guido Frederico João Pabst. Octomeria itatiaiae ingår i släktet Octomeria och familjen orkidéer. Inga underarter finns listade i Catalogue of Life.